# Grimsåvallens naturreservat
Grimsåvallens naturreservat är ett naturreservat i Åre kommun i Jämtlands län.
Området är naturskyddat sedan 2020 och är 246 hektar stort. Reservatet ligger norr om sjön Juveln och består av Grimsån i nordöstra gränsen, granskog i övrigt samt sluttningsmyrarna i sänkor, vilka klassas som rikkär.